# Rex Williams
Desmond Rex Williams (Halesowen, 20 luglio 1933) è un giocatore di snooker inglese, professionista dal 1951 al 1995.

## Tornei vinti

### Titoli Non-Ranking: 2
| Titoli Non-Ranking                         | Titoli Non-Ranking | Titoli Non-Ranking | Titoli Non-Ranking |
| ------------------------------------------ | ------------------ | ------------------ | ------------------ |
| Competizione                               | Edizione           | Avversario         | Note               |
| World Open Match Play Snooker Championship | 1966-1967          | Fred Davis         |                    |
| Bass and Golden Leisure Classic            | 1982               | Ray Edmonds        | [ 2 ]              |

## Finali perse

### Titoli Non-Ranking: 2
| Titoli Non-Ranking                         | Titoli Non-Ranking | Titoli Non-Ranking | Titoli Non-Ranking |
| ------------------------------------------ | ------------------ | ------------------ | ------------------ |
| Competizione                               | Edizione           | Avversario         | Note               |
| World Open Match Play Snooker Championship | 1968               | Eddie Charlton     |                    |
| Pot-Black                                  | 1973               | Eddie Charlton     | [ 3 ]              |